# Fleurs (timbre d'Allemagne)
Pour les articles homonymes, voir Fleur (homonymie).
Les Fleurs sont l'objet d'une série de timbres d'usage courant émis par la Deutsche Post depuis le 1er janvier 2005. Elle a remplacé les séries Femmes de l'histoire allemande et Curiosités touristiques en cours respectivement depuis 1986 et 1987.

## Description
Chaque timbre de 2,15 × 3,013 cm comporte la photographie d'une fleur qu'il est possible de trouver en Allemagne, entourée d'un large cadre blanc. Sous la photographie figurent la valeur faciale et le pays d'émission.
Leurs auteurs sont Stefan Klein et Olaf Neumann. Les timbres sont imprimés en offset par la Bundesdruckerei de Berlin.

## Particularités
Depuis les années 1960, il y avait habituellement deux séries d'usage courant en Allemagne fédérale : une émise en feuille, une en roulette pour les distributeurs automatiques (émis en feuille pour les collectionneurs). La série Fleurs étant seule, ses timbres sont émis en feuille de dix timbres et en roulette de cent timbres et plus selon les valeurs.
Une conséquence est la collection par paire avec bord de feuille pour les timbres des feuillets de dix pour les distinguer des timbres de roulette.
Il s'agit de la première série d'usage courant allemande à utiliser une impression multicolore. La première également depuis la série Cor postal de 1951, qui n'a aucun lien direct avec l'Allemagne en tant qu'État, peuple ou culture.
Deux conditionnements utilisent des timbres autocollants :
- certains carnets (Marken-Set),
- certaines roulettes empaquetées dans une boîte cartonnée à destination des entreprises (Marken-Box) ; tous les cinq timbres de ce conditionnement, un numéro est imprimé au dos du timbre, comme pour les roulettes pour distributeur.

## Liste des émissions
Les timbres sont présentés de façon à permettre leur identification : d'abord, la faciale faciale, puis l'espèce florale représentée (avec entre parenthèses, son nom en allemand tel qu'inscrit sur le timbre).
Sont signalés ici les timbres dotés d'un numéro spécifique dans le catalogue de l'éditeur allemand Michel : les timbres dentelés et gommés (émis en feuille et roulette) et les timbres autocollants (forme d'émission de certaines roulettes).
| Photographie | Valeur en cents | Espèce de la fleur (en allemand)      | Numéro Michel | Date d'émission  | Timbres autocollants émis                                     |
| ------------ | --------------- | ------------------------------------- | ------------- | ---------------- | ------------------------------------------------------------- |
|              | 5               | Crocus (Krokus)                       | 2480          | 11 août 2005     | ---                                                           |
|              | 10              | Tulipe (Tulpe)                        | 2484          | 8 septembre 2005 | ---                                                           |
|              | 20              | Œillet d'Inde (Tagetes)               | 2471          | 7 juillet 2005   | ---                                                           |
|              | 25              | Malvacée (Malve)                      | 2462          | 2 juin 2005      | Émis en roulette de 10 000 unités le 2 janvier 2006 (n°2513). |
|              | 25              | Œillet commun (Gartennelke)           | 2694          | 9 octobre 2008   | ---                                                           |
|              | 35              | Dahlia (Dahlie)                       | 2505          | 2 janvier 2006   | Émis en roulette de 2000 unités le 2 janvier 2006 (n°2514).   |
|              | 40              | Anémone hépatique (Leberblümchen)     | 2485          | 8 septembre 2005 | ---                                                           |
|              | 45              | Marguerite (Margerite)                | 2451          | 7 avril 2005     | ---                                                           |
|              | 50              | Aster (Aster)                         | 2463          | 2 juin 2005      | ---                                                           |
|              | 55              | Coquelicot (Klatschmohn)              | 2472          | 7 juillet 2005   | Émis en roulette le 7 juillet 2005 (n°2477).                  |
|              | 55              | Rose (Gartenrose)                     | 2669          | 12 juin 2008     | ---                                                           |
|              | 65              | Rudbeckia fulgida (Sonnenhut)         | 2524          | 2 mars 2006      | ---                                                           |
|              | 70              | Œillet des Chartreux (Kartäusernelke) | 2529          | 13 avril 2006    | ---                                                           |
|              | 90              | Narcisse (Narzisse)                   | 2506          | 2 janvier 2006   | Émis en carnet le 2 janvier 2006 (n°2515).                    |
|              | 95              | Tournesol (Sonnenblume)               | 2434          | 3 janvier 2005   | ---                                                           |
|              | 100             | Cœur de Marie (Tränendes Herz)        | 2547          | 13 juillet 2006  | ---                                                           |
|              | 145             | Iris (Schwertlilie)                   | 2507          | 2 janvier 2006   | ---                                                           |
|              | 200             | Pavot de Californie (Goldmohn)        | 2568          | 9 novembre 2006  | ---                                                           |
|              | 220             | Edelweiss (Edelweiß)                  | 2530          | 13 avril 2006    | ---                                                           |
|              | 390             | Lys orangé (Feuerlilie)               | 2534          | 4 mai 2006       | ---                                                           |
|              | 410             | Sabot de Vénus (Frauenschuh)          | -             | 2 janvier 2010   | ---                                                           |
|              | 430             | Delphinium (Rittersporn)              | 2435          | 3 janvier 2005   | ---                                                           |

### Sources
- Catalogue Michel.
- (en allemand) Liste des timbres d'usage courant en vente sur le site commercial de la Deutsche Post.